# Novakovec (Podturen)
Novakovec is een plaats in de gemeente Podturen in de Kroatische provincie Međimurje. De plaats telt 976 inwoners (2001).